# Кластеризація FLAME
FLAME кластеризація (англ. Fuzzy clustering by Local Approximation of MEmberships — нечітка кластеризація за локальним наближенням приналежності) — це алгоритм кластеризації даних, який визначає кластери в найгустіших частинах набору даних і виконує приписування до кластера, базуючись на зв'язках між сусідніми об'єктами. Особливістю даного алгоритму є те, що зв'язки між сусідніми об'єктами використовуються для виокремлення приналежності сусідніх об'єктів з повного простору об'єктів.

## Опис алгоритму FLAME
Алгоритм FLAME в основному поділяється на три кроки:
1. Отримання структурованих даних з набору даних:
  1. Побудова граф зв'язку для об'єднання кожного об'єкта з його К-Найближчими Сусідами(КНС);
  2. Визначення густини для кожного об'єкта, базуючись на їх близькості до їх КНС;
  3. Об'єкти поділяються на 3 типи:
    1. Об'єкти Підтримки Кластера(ОПК): об'єкти з більшою густиною, ніж в інших об'єктів;
    2. Крайні об'єкти: об'єкти з меншою густиною, ніж інших сусідніх об'єктів і меншою ніж якийсь наперед заданий поріг;
    3. Всі інші.
2. Локальне/Сусідське наближення нечіткої приналежності:
  1. Ініціалізація нечіткої приналежності:
    1. Кожен ОПК чітко прикріплений до одного з кластерів і представляє його;
    2. Всі крайні об'єкти чітко прикріплені до групи «За межами»(ЗМ);
    3. Всі інші об'єкти порівну відносяться до всіх кластерів і групи ЗМ;

  2. Після цього нечітку приналежність об'єктів всіх типів змінюють за збіжним ітераційним алгоритмом, який називається Локальне/Сусідське Наближення Нечіткої Приналежності. В цьому алгоритмі нечітку приналежність кожного об'єкта оновлють за лінійною компбінацією нечіткої приналежності його найближчих сусідів.
3. Побудова кластера з нечіткої приналежності двома можливими шляхами:
  1. Один-до-одного: приписування об'єкта до кластера, до якого він має більшу приналежність
  2. Один до багатьох: приписування об'єкта до кластера, до якого він має приналежніть більшу за значення певного порогу.